# Гензель и Гретель (фильм, 2012)
«Гензель и Гретель» (нем. Hänsel und Gretel) — немецкий фильм-сказка, снятый режиссёром Уве Янсоном по сказке братьев Гримм «Гензель и Гретель».

## Сюжет
Основан на известной сказке. Гензель и Гретель жили с отцом и мачехой. Отец был дровосеком, а брат с сестрой помогали ему по хозяйству. Отец не мог обеспечить семью, и они голодали. Жена уговаривает мужа избавится от детей. Семья отправляется в лес для заготовки дров. Отец с мачехой обманом оставляют детей одних в лесу. Гензель и Гретель сбиваются с пути и забредают в чащу леса, в которой находился восхитительный пряничный домик. Добрая женщина, жившая в домике, накормила и приютила детей. Проснувшись утром, брат и сестра понимают, что они попали в дом к ведьме.

## В ролях
- Аня Клинг — ведьма / лесная фея
- Фридрих Хайне — Гензель
- Мила Бёнинг — Гретель
- Йохан фон Бюлоф — отец Гензеля и Гретель
- Элизабет Брюк — мачеха Гензеля и Гретель
- Девид Штрисов — продавец

## Съёмочная группа
- Режиссёр: Уве Янсон
- Продюсеры: Андреа Этшпюлер, Мартин Хофман, Сабина Пройшхоф
- Сценарист: Давид Унгурайт
- Оператор: Кристофер Рове
- Композиторы: Михаэль Клаукин, Андреас Лонарлонио

## Номинации
- Grimme-Preis — номинация (2013)